# Викторов, Николай Александрович
Николай Александрович Викторов (18 апреля 1912—после марта 2004) — разработчик головок самонаведения, лауреат Сталинских премий 1946, 1953 годов и Ленинской премии.

## Биография
Отец, Александр Фёдорович Викторов, воевал в Красной Армии против Деникина, позднее был репрессирован и погиб в лагерях. Мать — Людмила Филипповна.
Н. А. Викторов, как инженер, начал свою деятельность в Яузском институте (НИИ-244) с наземной радиолокации.
В 1946 году в коллективе инженеров НИИ № 20, возглавляемом В. В. Тихомировым, получил свою первую Сталинскую премию (III степени) с формулировкой «за создание нового типа радиоаппаратуры» (а именно создание бортовой радио-локационной станции «Гнейс-2» и организация её серийного выпуска).
Перешёл в КБ-1 под руководством Серго Берия вместе с А. А. Расплетиным.
Был принят в НИИ-648, где вскоре стал главным конструктором первой радиолокационной полуактивной головки самонаведения ракеты класса «воздух — воздух».
Главным конструктором Ф. Ф. Волковым был создан радиолокатор самолета Ту-128 «Смерч», основной обзорный и подсветочный канал которого работал в диапазоне 3,2 см. В том же диапазоне Николай Александрович Викторов разработал радиолокационную головку самонаведения ракеты К-80, что позволило получить ракетный комплекс «воздух-воздух» с наибольшей дальностью пуска ракет на тот период в мире.
ДО 1955 работал в НИИ-20 МПСС, в 1954 году переименованном в ГС НИИ-244 (позднее), будучи главным конструктором возглавлял группу по ГСН ракет. В 1955 группа переведена в НИИ-648. Организовал и возглавил этот НИИ.
В конце 1940-х под руководством Н. А. Викторова разрабатывались радиолокационные головки самонаведения, которые должны были действовать вблизи точек встречи ракет с целями. Но в январе 1951 года было принято решение возложить на секторные радиолокаторы выполнение всех функций — от обнаружения целей в их секторах ответственности до наведения на цели ракет. Секторные радиолокаторы стали называться центральными радиолокаторами наведения (ЦРН), работа, возглавлявшаяся Викторовым, была свёрнута.
Главный конструктор радиолокационной импульсной полуактивной головки самонаведения (ПАРГ-10). Для корабельной ракеты КСЩ (корабельный снаряд «Щука») разработал активную радиолокационную ГСН «РГ-Щука». В этот период работал в НИИ-648.
Руководил созданием головки самонаведения для ракеты К-25, копировавшей полученную из Вьетнама американскую ракету «Спэрроу».
В 90 лет продолжал работать в своём конструкторском бюро консультантом.

### Увлечения
В 1957 году на интернациональной выставке живописи в ЦПКО им. Горького во время Международного фестиваля молодежи и студентов в Москве горячо отстаивал достоинства авангардистской картины «Крик», так как хорошо знал и остальное творчество её автора. «Чем лучше я узнавал Викторова, тем больше поражался его эрудиции. Он хорошо знал литературу, музыку, очень тонко чувствовал красоту природы — в общем не был узким специалистом, замкнутым, как в пенале, в рамках своей профессии» — пишет о нём его коллега академик Е. А. Федосов.

### Семья
Был 5 раз женат и в пяти браках имел 7 детей.
Сестра — Людмила.

## Комментарии
1. ↑  Подробное описание картины, приведенное Е. А. Федосовым: «Глотка вывернута наружу, бедный язык вывалился вбок, все полотно — сплошное красное месиво… Хотя, действительно, в нем угадывался символ какого-то запредельного, нечеловеческого крика …»[3], даёт основание предположить, что речь идёт о картине Эдварда Мунка "Крик". Найти подтверждения, что она выставлялась в Москве в 1957 году, не удалось.